# First Fragment
Pour les articles homonymes, voir Fragment (homonymie).
 (mars 2019).
First Fragment est un groupe canadien de death metal technique originaire de Longueuil au Québec.
Sa musique se caractérise, outre les traits typiques du death metal technique, par l'inclusion de musique néoclassique et flamenco, soit pour des morceaux entiers, soit en inclusion dans des parties  plus spécifiquement metal.
Formé en 2007, First Fragment sort son premier album en 2016, Dasein,, après avoir publié deux démos et un EP, The Afterthought Ecstasy.
En 2019, le groupe, signé au label Unique Leader Records, part pour une tournée européenne de 23 dates (Diluvium Europa), accompagné de trois autres groupes de metal.

## Discographie
- 2009 : The Afterthought Ecstasy

1. Ordonance
2. Fake Repentance
3. Obsolete Ascendancy
4. Quintessential Rebirth
5. The Afterthought Ecstasy
6. Paradoxal Subjugation

- 2016 : Dasein

1. Le Serment de Tsion
2. Dasein
3. L'Entité
4. Émergence
5. Mordêtre et Dénaissance
6. Prélude en sol dièse mineur
7. Archétype
8. Gula
9. Voracité (Apothéose, partie 1)
10. Psychan (Apothéose, partie 2)
11. Evhron

- 2021 : Gloire Éternelle

1. Gloire Éternelle
2. Solus
3. La Veuve et Le Martyr
4. Pantheum
5. De Chair et de Haine
6. Sonata en Mi mineur
7. Ataraxie
8. Soif Brûlante
9. In'el
10. Mort éphémère